# Phloeomys pallidus
Phloeomys pallidus és una espècie de mamífer rosegador de la família dels múrids. És endèmic de l'illa de Luzon (Filipines), on viu a altituds d'entre 0 i 2.000 msnm. El seu hàbitat natural són els boscos primaris o secundaris. Està amenaçat per la caça i, en menor mesura, la desforestació. El seu nom específic, pallidus, significa ‘pàl·lid’ en llatí.